# Pototan
Pototan is een gemeente in de Filipijnse provincie Iloilo op het eiland Panay. Bij de laatste census in 2010 telde de gemeente bijna 71 duizend inwoners.

## Geografie

### Topografie
De gemeente grenst aan zuidkant van Passi City en ligt op de oevers van de rivier Suage op zo'n 30 km afstand van Iloilo City.

### Bestuurlijke indeling
Pototan is onderverdeeld in de volgende 50 barangays:
| - Abangay - Amamaros - Bagacay - Barasan - Batuan - Bongco - Cahaguichican - Callan - Cansilayan - Casalsagan - Cato-ogan - Cau-ayan - Culob - Danao - Dapitan - Dawis - Dongsol | - Fundacion - Guinacas - Guibuangan - Igang - Intaluan - Iwa Ilaud - Iwa Ilaya - Jamabalud - Jebioc - Lay-Ahan - Primitivo Ledesma Ward - Lopez Jaena Ward - Lumbo - Macatol - Malusgod - Naslo - Nabitasan | - Naga - Nanga - Pajo - Palanguia - Fernando Parcon Ward - Pitogo - Polot-an - Purog - Rumbang - San Jose Ward - Sinuagan - Tuburan - Tumcon Ilaya - Tumcon Ilaud - Ubang - Zarrague |

## Demografie
Pototan had bij de census van 2010 een inwoneraantal van 70.955 mensen. Dit waren 3.329 mensen (4,9%) meer dan bij de vorige census van 2007. Ten opzichte van de census van 2000 was het aantal inwoners gegroeid met 9.749 mensen (15,9%). De gemiddelde jaarlijkse groei in die periode kwam daarmee uit op 1,49%, hetgeen lager was dan het landelijk jaarlijks gemiddelde over deze periode (1,90%).

De bevolkingsdichtheid van Pototan was ten tijde van de laatste census, met 70.955 inwoners op 97,1 km², 730,7 mensen per km².

## Geboren in Pototan
- Teresa Magbanua (13 oktober 1868), leider in de Filipijnse Revolutie (overleden 1947).